# 아시아 카레라
아시아 카레라(Asia Carrera, 1973년 8월 6일 ~ )는 미국의 전직 포르노 배우이다. 1995 AVN상 올해의 여성 퍼포머상 수상자이다.
포르노 배우이지만, IQ가 155이고 멘사 회원이기도 한 독특한 이력을 가지고 있다. 독일인 어머니와 일본인 아버지 사이에서 태어나 뉴저지주에서 자랐다. 어려서 피아노를 배워서 15세가 되기 전에 카네기 홀에서 두 번이나 공연을 했다. 16세가 되었을 때, 부모가 학업에 대해 과도하게 간섭하자 이에 반발해 집을 뛰쳐 나갔다. 이후 럿거스 대학교를 졸업하고 1993년에 포르노 영화계에 발을 들여놓아 많은 작품을 찍었다. 포르노 영화에서는 '아시아 카레라'라는 이름 대신 아시아(Asia)나 제시카 베넷(Jessica Bennete)이라는 이름을 사용하기도 한다. 2003년에 포르노 배우로 은퇴를 선언했으며, 현재는 영화 제작에 관여하고 있다.